# Valdoraptor
Valdoraptor oweni is een vleesetende theropode dinosauriër, behorend tot de groep van de Neotheropoda, die tijdens het vroege Krijt leefde in het gebied van het huidige Engeland.

## Naamgeving en vondst

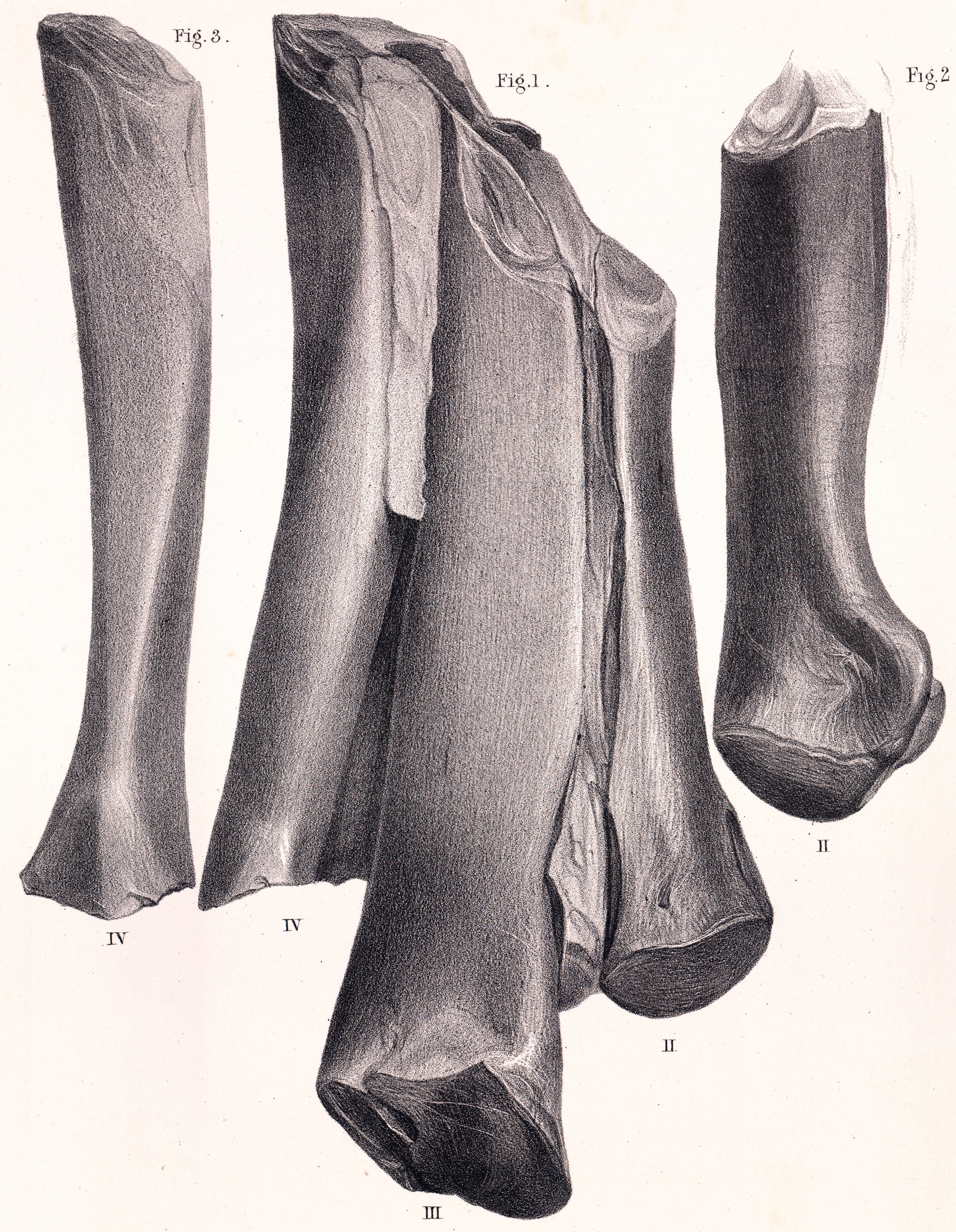
Owens lithografie met in het midden BMNH R2559, opnieuw gespiegeld ten opzichte van het origineel zodat een reëel beeld ontstaat

In 1857 beschreef Richard Owen een fossiel, bestaande uit een aantal voetbeenderen, dat hij aangetroffen had in de collectie van het British Museum of Natural History, specimen BMNH R2559 — door een schrijffout duidde hij het aan als BMNH R2556. Hij wees het specimen toe aan de plantenetende dinosauriër Hylaeosaurus, waarvan de voet toen onbekend was, alleen wegens de grootte van het fossiel en de overeenkomende bottextuur. Hij achtte het ook mogelijk dat het om de middenhandsbeenderen zou kunnen gaan. Owen liet een fraaie lithografie van het specimen maken waarin het echter gespiegeld is afgebeeld; terwijl de botten van de linkervoet zijn, lijkt het zo of het de rechtervoet betreft.
In 1881 begreep John Whitaker Hulke dat het om een theropode moest gaan. In 1888 wees Richard Lydekker het toe aan Megalosaurus dunkeri maar in 1889 benoemde hij het wegens de robuustere bouw als een nieuwe soort van Megalosaurus: Megalosaurus oweni. De soortaanduiding eert Owen. Lydekker wees ook twee andere specimina aan de soort toe. Om te beginnen BMNH R604d en BMNH R1525, voetbeenderen opgegraven in de Hollington Quarry bij Hastings uit de eerdere Wadhurst Clay; ondanks dat ze op een afstand van 180 meter van elkaar waren gevonden meende Lydekker dat het om resten van één individu ging. Verder ook BMNH 2574, 2661 en 2680, fossielen die wel uit dezelfde lagen stammen. Door de lithografie werd hij misleid te denken dat BMNH R2559 bestond uit de rechtervoetbeenderen. Per abuis dacht hij ook dat er vier middenvoetsbeenderen waren; een fout die tot 1990 herhaald zou worden. 
In 1923 meende Friedrich von Huene dat het een soort van Altispinax betrof, die hij benoemde als Altispinax oweni.
In 1991 benoemde George Olshevsky een apart geslacht: Valdoraptor. De naam verwijst naar de Wealden en combineert dit met raptor, Latijn voor rover. In 2004 suggereerde Thomas Holtz dat Valdoraptor een synoniem zou zijn van Neovenator of Eotyrannus maar hernieuwd onderzoek van Darren Naish wees in 2007 uit dat er geen identiteit was.
Het holotype, BMNH R2559, is bij Cuckfield gevonden in lagen van de Tunbridge Wells Sand Formation die dateren van het Valanginien-Hauterivien, ongeveer 137 miljoen jaar oud. Het bestaat uit een in verband gevonden geheel van drie middenvoetsbeenderen, het tweede tot en met vierde.

## Beschrijving
Het stuk fossiel is onderaan en bovenaan licht beschadigd; er zijn stukken afgebroken zodat de nu bewaarde lengte van 21,5 centimeter een oorspronkelijke afmeting van 24 centimeter doet vermoeden. Dit wijst op een lichaamslengte van ongeveer vier meter. Het tweede middenvoetsbeen is erg toegeknepen en heeft aan de bovenste zijkant een duidelijke richel. Beide kenmerken zijn volgens Naish unieke afgeleide eigenschappen, autapomorfieën, die bewijzen dat om een geldig taxon gaat en niet om een nomen dubium zoals geoordeeld door eerdere auteurs. De onderkant van het tweede middenvoetsbeen buigt van het derde middenvoetsbeen vandaan zodat een tussenholte ontstaat met een ovale doorsnede. Ook dit is ongewoon; meestal raken bij theropoden deze botten elkaar over de volle lengte. Het derde middenvoetsbeen steekt ook sterk beneden het tweede uit.
Het tweede middenvoetsbeen is bol aan de buitenzijde, hol aan de binnenzijde. De voorkant van het derde middenvoetsbeen is erg vlak. De voet als geheel is ongewoon kort en breed.

## Fylogenie
Olshevsky dacht dat Valdoraptor een lid was van de Allosauridae. Hij mist echter typische kenmerken van die groep. Volgens Naish kan de soort niet verder gedetermineerd worden dan een Tetanurae incertae sedis en zelfs dat is niet helemaal zeker.